# Annelies Kupper
Annelies Kupper (Glatz, 21 juillet 1906 - Munich, 8 décembre 1987) est une soprano allemande, particulièrement associée aux œuvres de Richard Wagner et Richard Strauss.

## Biographie
Elle étudie la pédagogie et le piano à l'Université de Breslau, et enseigne la musique au Lycée des Ursulines de cette même ville de 1929 à 1935. Après avoir donné quelques concerts, elle fait ses débuts à l'opéra en 1935, toujours à Breslau, dans de petits rôles.
Elle chante alors à Schwerin (1937-38), Weimar (1938-40), Hambourg (1940-45). Elle se joint à l'Opéra d'État de Bavière à Munich en 1945, tout en commençant à paraitre à l'Opéra d'État de Vienne et l'Opéra d'État de Berlin. Elle débute au Festival de Bayreuth en 1944, et au Festival de Salzbourg en 1952, lors de la création de Die Liebe der Danae de Richard Strauss.
Elle est invitée à Londres, Paris, Bruxelles, Stockholm, etc.
Voix ample et chaleureuse, Annelies Kupper était aussi une musicienne hors pair. Elle s'est particulièrement illustrée dans les grands rôles du répertoire allemand, Senta, Elisabeth, Elsa, Eva, Sieglinde, Chrysotemis, Daphne, etc., mais fut aussi très admirée en comtesse Almaviva, Aida, Desdemona. Elle chanta aussi des œuvres contemporaines, notamment de Franz Schmidt et Paul Hindemith.
Elle commence à enseigner à la Musikhochschule de Munich en 1956, tout en continuant à se produire sur scène jusqu'en 1966. Elle a épousé le pianiste et critique musical Joachim Herrmann en 1937.